# Lijst van burgemeesters van Mijdrecht
Dit is een lijst van burgemeesters van de voormalige Nederlandse gemeente Mijdrecht tot 1 januari 1989 toen Vinkeveen en Waverveen, Mijdrecht en Wilnis fuseerden tot de nieuwe gemeente De Ronde Venen.
| Ambtsperiode | Naam burgemeester                   | Partij of stroming | Bijzonderheden                                                                                              |
| ------------ | ----------------------------------- | ------------------ | --- |
| 1825 - 1851  | Jacob (J.) Verdam                   |                    | vanaf 1821 al schout, vanaf 1850 tevens burgemeester van Oudhuizen en Wilnis                                |
| 1851 - 1900  | Johannes Gerard (J.G.) de Voogt     |                    | tevens burgemeester van Oudhuizen en Wilnis (vanaf 1857 gingen die twee gemeenten door als gemeente Wilnis) |
| 1901 - 1910  | Willem Laurentius (W.L.) van Tricht |                    | tevens burgemeester van Wilnis, eerder burgemeester van Koudekerk aan den Rijn                              |
| 1910 - 1914  | Anthonie (A.) van Baak              |                    | tevens burgemeester van Wilnis; eerder burgemeester van Buurmalsen                                          |
| 1914 - 1919  | Meine (M.) Fernhout                 | ARP                | tevens burgemeester van Wilnis, later burgemeester van Kampen                                               |
| 1919 - 1943  | Iman (I.) Padmos                    |                    | tevens burgemeester van Wilnis; eerder burgemeester van Tienhoven (Utr)                                     |
| 1943 - 1945  | H.J. Doude van Troostwijk           | NSB                | tevens burgemeester van Wilnis                                                                              |
| 1945         | Iman (I.) Padmos                    |                    | tevens burgemeester van Wilnis                                                                              |
| 1946 - 1971  | Johannes (J.) van der Haar          | ARP                | tevens burgemeester van Wilnis, later burgemeester van Voorschoten                                          |
| 1971 - 1988  | Dirk (D.) Haitsma                   | ARP / CDA          | vanaf 1987 waarnemend, eerder burgemeester van Nijeveen, later waarnemend burgemeester van Grootegast       |
| 1988 - 1989  | Dick (D.M.) Boogaard                | CDA                | waarnemend (tevens burgemeester van Wilnis), later burgemeester van De Ronde Venen                          |